# 王津 (香港)
王津，BBS，MBE，BH，JP（1953年8月22日—），香港資訊科技界人士及前沙田區區議員，1986年當選香港十大傑出青年。他本為一名銀行從業員，其後隨著電腦慢慢普及而發展個人興趣。從1980年代初開始專注開拓香港商業電腦系統市場至今。在商界以外，王津的身影還可見於公職範疇。當中較為人認識的是先後出任市政局議員、區議會議員以及撲滅罪行委員會委員。他未曾加入任何政黨。

## 背景

### 少年生活
王津生於香港，早年成長於九龍大坑東。其父親是一名司機，母親是一名教師。學業上，王津不喜歡讀書，另一方面喜愛思考但不能夠背誦課本內容，以致難以追上一般學習進度。他就讀塘尾道官立小學（1965年小六），初中時期就讀九龍塘聖若望英文書院。為了方便上學，他於1968年轉學至位於大坑東的博雅書院升讀高中。在校時好玩，考過拯溺會拯溺證章，亦參與愛丁堡公爵獎勵計劃。到了1970年，王津報考香港中學會考時表現強差人意，只考獲7科 H 等第成績。本來打算攻讀電腦商業科目課程的他礙於當年香港本地的大專學府沒有開辦相關學科，於是選擇投身社會工作，以攢取學費。他通過父親介紹到辦公室任職助理，輾轉從事工廠雜工等工種兩年。此外又為了提升英語能力而轉職至酒店當侍應。同期到香港外展訓練學校接受了為期26天的野外訓練，並由此受到啟發，決定往外闖。
當儲夠足夠經費後，王津最終在家人資助部分學費的情況下負笈加拿大。到埗初年先報讀1年預科課程，再於1974年至1977年考入西門菲莎大學修讀商業及電腦科學文學士學位，終以半工讀方式完成學業。

### 工商事業
大學畢業未幾，王津入職一間加拿大銀行，1978年取得加拿大銀行家學院（Institute of Canadian Bankers）院士銜頭，然後成為加拿大銀行公會資深會員。王津在回港初年仍活躍於香港銀行業，繼而轉投資訊科技界，並入職王安電腦有限公司任香港分區市場推廣經理。他當初有意創業，所以於1980年代夥拍其他業內人士經營惠民資訊系統有限公司，且擔任董事。工餘時則為香港及西方雜誌撰文推動香港電腦科技發展，也應教育署邀請主持以電腦科教師為對象的教學講座。
由而立之年到耳順之年，王津多遊走於香港商界網絡，如於1984年當選維多利亞青年商會會長，1987年成為國際青年商會香港商會參議員。及後於1989年至1997年加入協合新能源集團任執行董事，1993年加入宏安集團任獨立非執行董事至今。他現時是香港中華工商總會的聯席主席，主要協力為多個工商界別建立貿易合作關係。
然而，他於1997年曾牽涉商業訴訟。事緣南北行（控股）有限公司於1980年代末聘用他當執行董事，雙方於1996年4月續約。南北行後因不明原因沒有履行為期5年的董事合約，支付逾6百萬顧問費用予王津。促使他在1997年4月入稟香港最高法院提告。警方商業罪案調查科當時一度介入調查南北行是否有商業欺詐之嫌。

### 童軍運動
王津自小學時期開始參加童軍活動，1971年獲得榮譽童軍獎章。他中學畢業後依然無間斷地跟香港童軍保持聯繫。從加拿大學成歸來以後，他時常接觸香港童軍總會會務。不但處理總會的公共關係委員會事宜，後期還出任總會的九龍地域顧問。參加過多屆世界童軍大露營香港代表團國際服務隊的籌備活動。另外，王津於1995年至1998年間擔任香港童軍貝登堡聯誼會主席。基於對童軍運動作出長期貢獻，他於2012年獲總會頒發功績榮譽十字章。

### 涉足公共事務
熱衷與社會接觸的王津受年青時候不時涉獵團體課外活動影響，既有志服務童軍總會，又應政府邀請接受公職委任。早於1985年至1994年，他獲委任為沙田區議會委任議員，1986年開始兼任沙田區撲滅罪行委員會主席。及至1997年7月因應英、中雙方尚未就地方政制達成協議，所以他根據《1997年區議會(修訂)條例草案》訂明，與其他原有從1994年香港區議會選舉中透過民選或被政府委任的議員一同得到行政長官董建華委任，全部過渡至臨時區議會，並留任沙田區臨時區議會委任議員一職至1999年12月為止。2000年至2004年間繼續擔當此公職時，為香港回歸以來舉行了首場區議會選舉之後，首批由官方委任的區議員之一。此前於1991年6月，王津代表旺角區議會服務市政局，任轄下市場事務委員會主席、康樂委員會副主席以及常務委員會委員諸職。1993年才接替請辭的郭炳江就任第4屆市政局議員。同年曾經參與討論立法局提交電腦罪行立法草案的議題。
除了議員職務之外，從1980年代中期到2010年代，他因受政府賞識而被委以多項公職。當中計有互助委員會委員、消費者委員會成員（1987年至1991年為委員，1991年至1993年為副主席）、中央撲滅罪行委員會委員（1988年至1994年）、公民教育委員會委員（1989年至1990年代中）、投訴警方獨立監察委員會成員（1991年起至1997年任委員。1998年1月轉任特別顧問，以協助監警會研究擴大其觀察員計劃的工作。2000年代初至2012年再轉任觀察員）、香港法律改革委員會委員（1993年至1999年）、禁毒常務委員會委員（身兼禁毒教育及宣傳小組委員會主席，1993年至2003年）、公眾集會與遊行上訴委員會委員（1995年至2005年）、保安業諮詢委員會委員（1990年代）、電影檢查顧問小組委員（1990年代）、暴力及執法傷亡賠償委員會成員（1996年至2000年）、能源諮詢委員會委員（1998年至2006年）、食米業諮詢委員會委員、邊緣青少年服務委員會委員、法律援助服務局委員（2000年至2006年）、優質教育基金委員（身兼評審及監督委員會主席，2003年至2009年）、政府助學金聯合委員會委員（2006年至2012年）、香港律師紀律審裁團成員（2014年至2020年）等等。

### 其他身份
王津以往身兼多職。他尚肩負其他義務崗位，包括聖約翰救傷隊副會長（2000年代之前）、沙田學院校董（1980至1990年代）、金文泰中學校董會獨立校董（2003年至2006年）、教育人員專業操守議會成員（1990年代）、香港浸會學院工商管理學院顧問（1990年代）、新界鄉議局當然執行委員以及博愛醫院董事局名譽顧問。1994年至1996年間，他是傑出青年協會主席。

## 榮譽
1986年，王津獲選為香港十大傑出青年。該屆候選人共有50名，經遴選出來符合資格者只有8人，王津為工商界代表。後來他於1990年首度獲政府授勳。原因出於他致力參與沙田區社區事務，結果獲英女皇頒發榮譽獎章（Badge of Honour；BH）。
接著他於1991年10月獲港督委任為非官守太平紳士。而後，即1992年獲委任為新界太平紳士。1997年就因以撲滅罪行委員會委員身份多作貢獻而獲港英政府頒授大英帝國員佐勳章。直至2011年，有鑑其「熱心參與公共及社會服務」的表現，例如主理優質教育基金評審及監督委員會公務去推動優質教育發展，他因而獲香港特別行政區政府授予銅紫荊星章。

## 政見
2002年至2003年，香港社會持續討論二十三條立法問題，同時引起了有關煽動叛亂罪行的熱議。王津曾於沙田區議會會議上表態支持二十三條立法。他認為有關立法毋須在全民直選特首後才可以進行，因為一來參考英國、美國、加拿大、澳洲等西方先進國家的情況，便會發現她們雖然沒有全民選舉負責人總統或首相的安排，不過她們大致上訂立了保護國家安全的法例。二來當其時沒有一個外國國家曾經真正反對香港政府就第二十三條立法。他指出這些國家只是運用公關技巧去表達對二十三條立法的關注。而煽動罪行本身已是普通法罪行，王津覺得所建議的煽動叛亂罪行並不是新增的罪行。
為了釋除傳媒工作者和公眾人士誤墮處理煽動刊物罪行法網的疑慮，他提出政府立法時需要給予清晰定義，具體地說明何謂煽動刊物。亦應該訂立法例去防止犯案人士利用電子科技來煽動和顛覆國家。就間諜罪而言，有鑑於外國先進國家諸如美國訂立了間諜罪，聯邦調查局及中央情報局以此拘捕犯案人士。再者，世界各地均有訂立保護國家安全法例的例子。他同意香港應跟隨立法，從而避免政治組織進行顛覆活動。現行法例已規定第二十三條所述的很多條罪行。立法的目的旨在清楚且嚴謹地訂明其中所涵蓋的罪行。